# 水野元倫
水野 元倫（みずの もとみち）は、江戸時代前期の上野国安中藩の世嗣。

## 略歴
水野元綱の長男。母は中川秀成の娘。
安中藩2代藩主となるはずだったが、家督を継ぐことなく慶安4年（1651年）に27歳で早世した。代わって、弟・元知が嫡子となった。